# Menkauhór naptemploma
Menkauhór naptemploma egyike azon ókori egyiptomi naptemplomoknak, amelyeket Ré napisten tiszteletére emeltek az V. dinasztia idején. Összesen hat ilyen templom létezése alátámasztható régészeti adatokkal; közülük egyedül Uszerkaf, valamint Niuszerré naptemplomának a pontos helye ismert. Menkauhór naptemplomáról csak írásos említéseiből tudunk, helye napjainkig felfedezetlen maradt, és felépítése is ismeretlen. Ókori neve, az Ahetré (3ḫ.t-rˁ.w) jelentése: „Ré horizontja”.

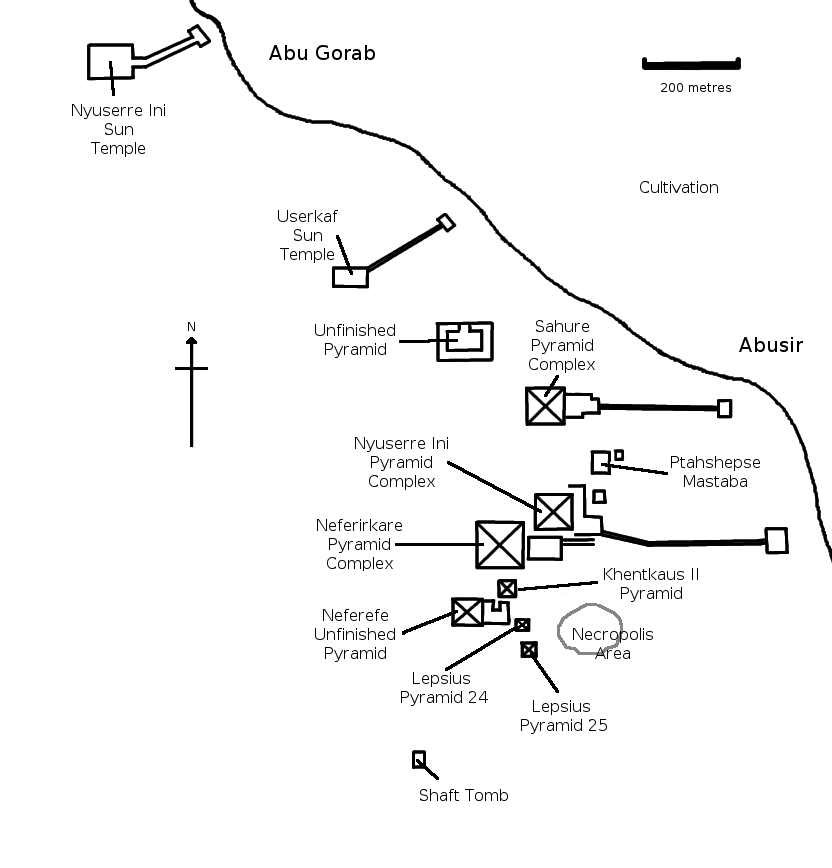
Az abuszíri nekropolisz

Menkauhór naptemploma öt szem-papjának a nevét tudjuk. Úgy tűnik, a templom építtetője halála után nem sokáig működött. Bár a papok egyike, Szabu, a VI. dinasztia első királya, II. Teti uralkodása alatt élt, ő egyben Uszerkaf és Niuszerré naptemplomainak papja is volt, ezekről azonban tudni, hogy már az V. dinasztia utolsó uralkodója, Unasz alatt leállt a működésük, így feltételezhető, hogy Szabu papi címei fiktívek.
A papok címein kívül Menkauhór naptemploma egy, a Niuszerré-piramis közelében feltárt hercegnősírban talált pecsétlenyomatokról is ismert. Ez részben arra bizonyíték, hogy a Menkauhór-szentély Niuszerré halotti kultuszához is hozzájárult, részben pedig arra, hogy ezekhez az adományokhoz a királyi család is hozzájárult.

## Megjegyzés
1. ↑  Az utolsó hieroglifa a képen hozzávetőlegesen hasonlít a templom eredeti nevében használtra, amely zömök obeliszket mutat lapos talapzaton.
2. ↑  Voß: Untersuchungen zu den Sonnenheiligtümern der 5. Dynastie. pp. 155–156
3. ↑  Voß: Untersuchungen zu den Sonnenheiligtümern der 5. Dynastie. p. 155

## Fordítás
Ez a szócikk részben vagy egészben  a   Sonnenheiligtum des Menkauhor című német Wikipédia-szócikk ezen változatának fordításán alapul.  Az eredeti cikk szerkesztőit annak laptörténete sorolja fel. Ez a jelzés csupán a megfogalmazás eredetét és a szerzői jogokat jelzi, nem szolgál a cikkben szereplő információk forrásmegjelöléseként.